# Google

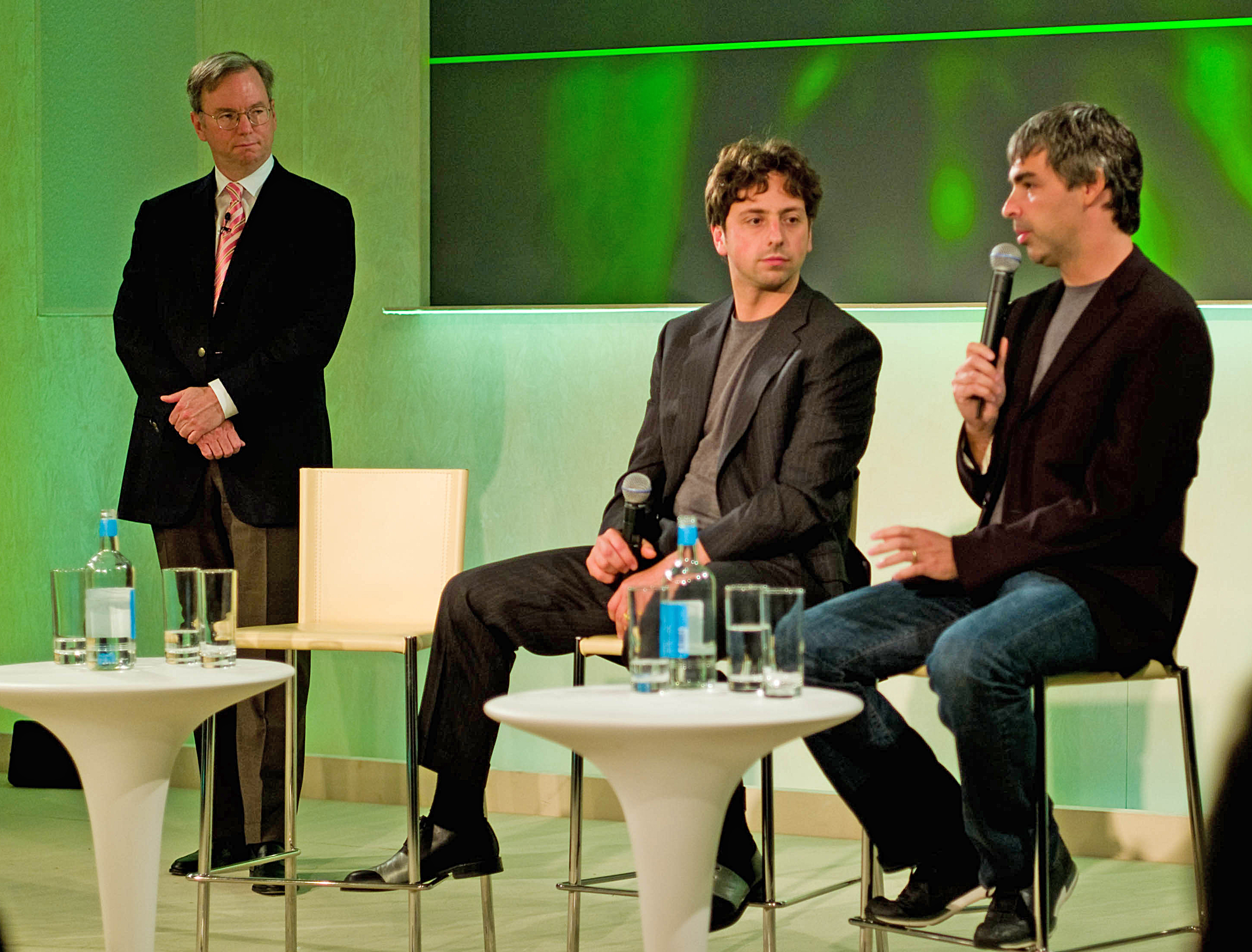
Od lewej: Eric Schmidt oraz współzałożyciele przedsiębiorstwa: Sergey Brin i Larry Page w 2008 roku

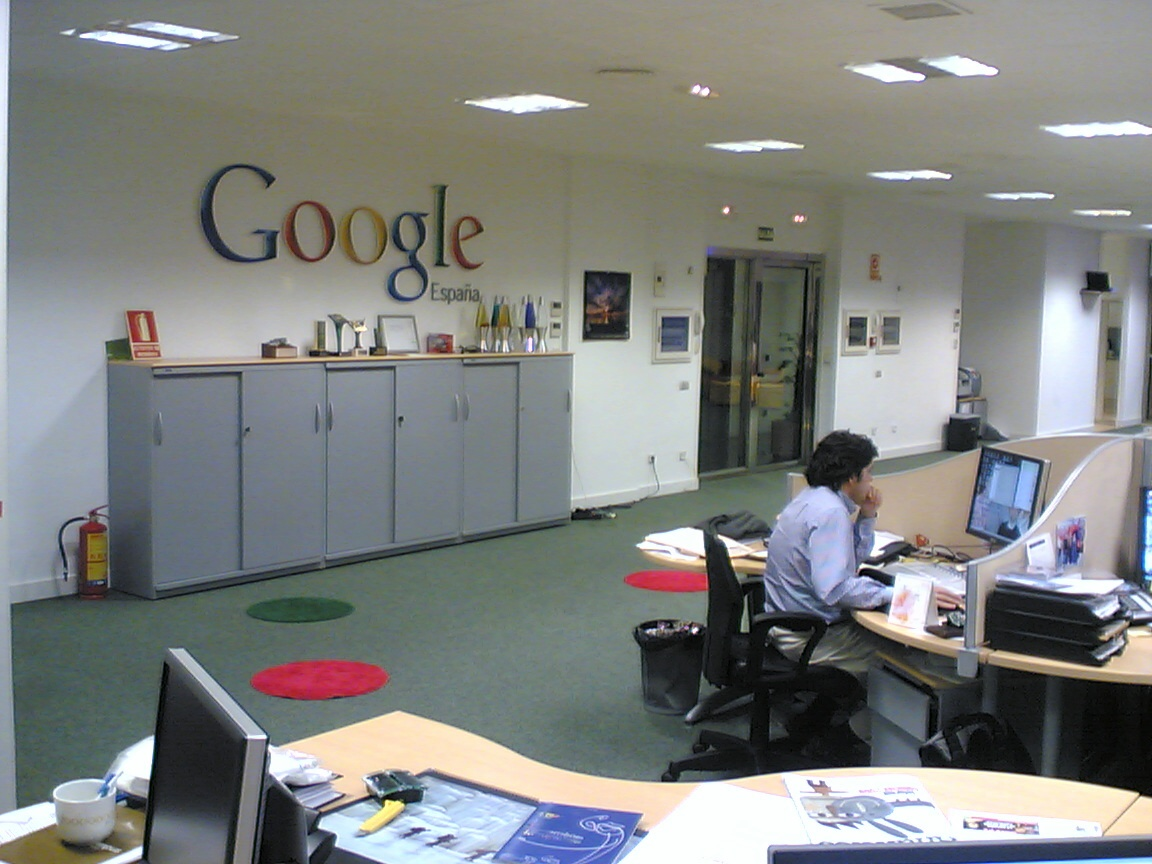
Biuro hiszpańskiego oddziału Google

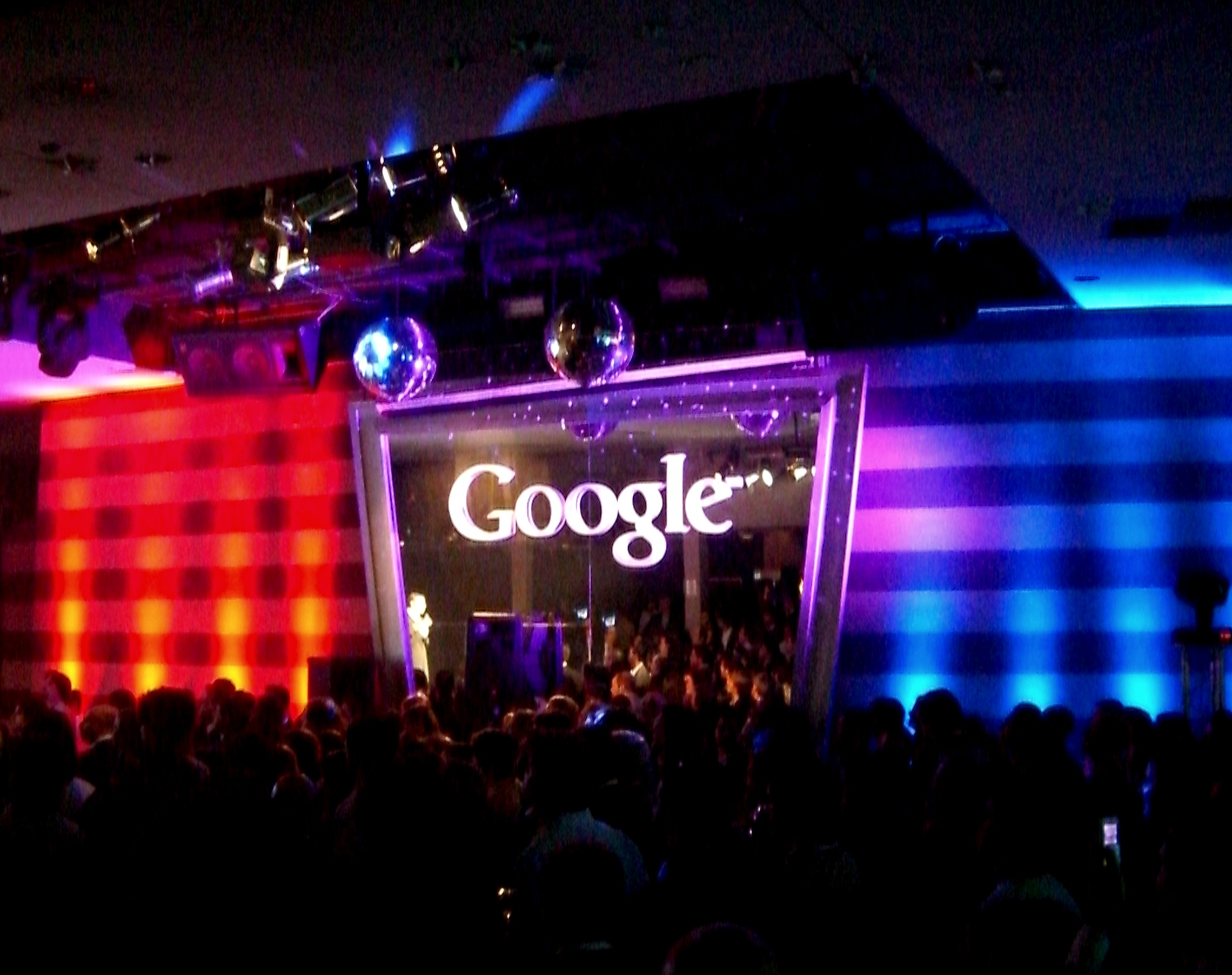
Uroczyste otwarcie filii przedsiębiorstwa Google w Buenos Aires, Argentyna

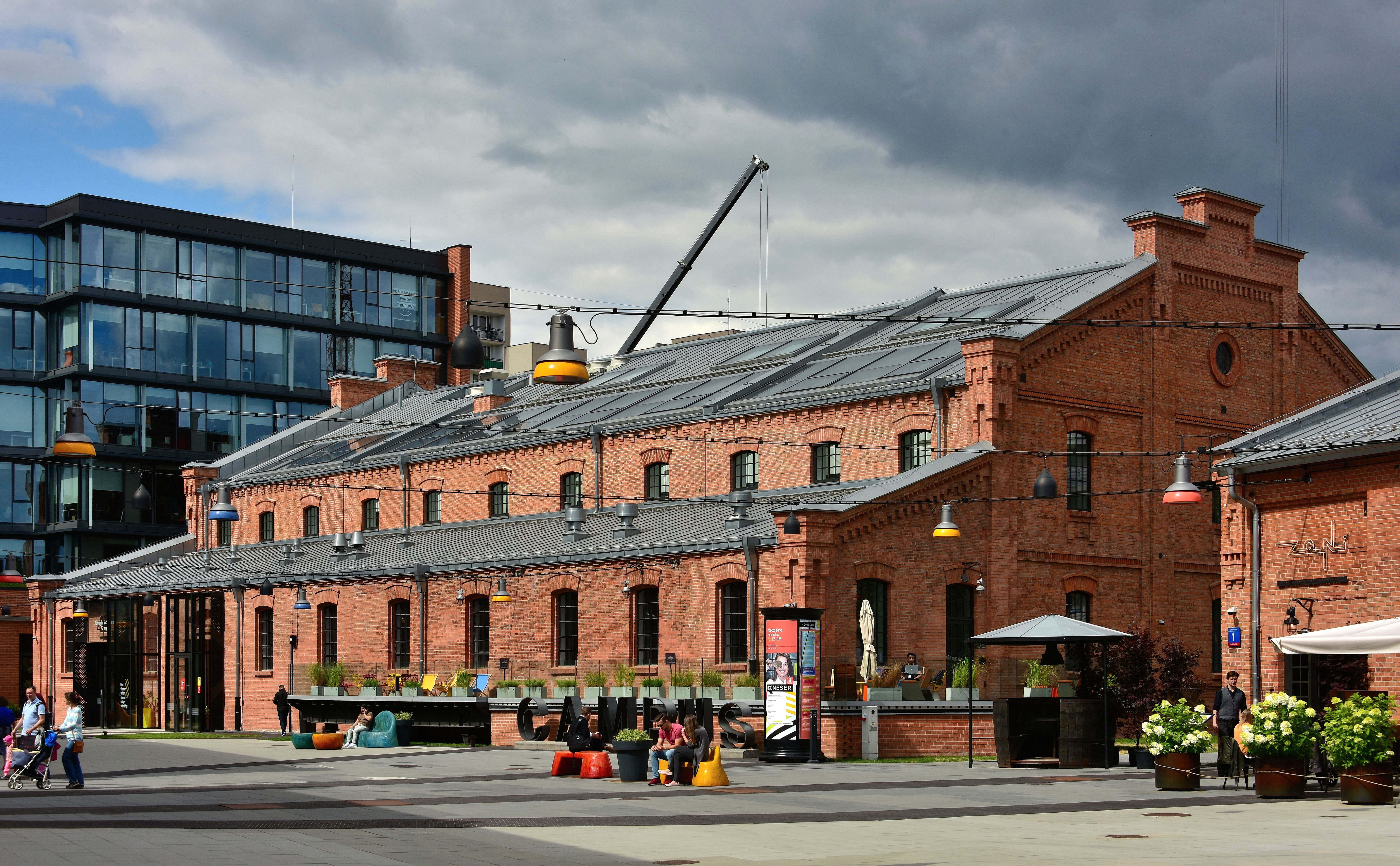
Google for Entrepreneurs Campus w Warszawie, będący jednym z elementów realizowanego przez spółkę programu wspierania przedsiębiorczości technologicznej „Google for Startups”

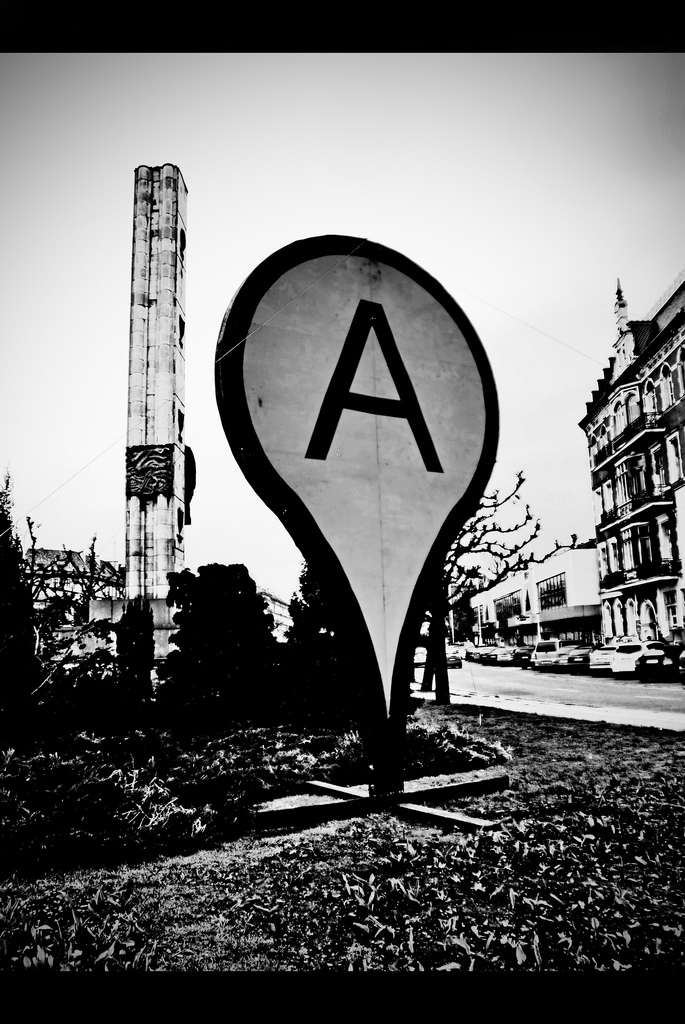
Znak Google Maps w centrum Szczecina

Google LLC (dawniej Google Inc.) – amerykańskie przedsiębiorstwo informatyczne. Sztandarowym produktem spółki jest wyszukiwarka Google, a deklarowaną misją – „uporządkowanie światowych zasobów informacji tak, by stały się powszechnie dostępne i użyteczne dla każdego”.
Przedsiębiorstwo jest jednym z najbardziej wpływowych na świecie i pełni rolę monopolisty m.in. na rynku reklamy internetowej. Spółka Alphabet Inc., do której należy Google, jest częścią tzw. Wielkiej Piątki.

## Wprowadzenie
Google Inc. została założona 4 września 1998 przez dwóch doktorantów Uniwersytetu Stanforda, Larry’ego Page’a i Siergieja Brina, który w wieku 5 lat przyjechał do Stanów Zjednoczonych z ZSRR. Opracowali oni nowatorską metodę analizy powiązań hipertekstowych – algorytm BackRub, potem przemianowany na PageRank – którą wykorzystali w swoim prototypie wyszukiwarki internetowej. Przedsiębiorstwo przetrwało załamanie rynku dot-comów i rozwijało się od tego czasu dzięki wsparciu prywatnych inwestorów; w roku 2004 spółka weszła na amerykańską giełdę i od tej chwili doszło do znacznego przyspieszenia jej ekspansji, zakupu serwisów YouTube, Writely i przejęcia kilku innych mniejszych przedsiębiorstw.
W grudniu 2018 roku Google (Alphabet Inc.) zatrudniało 98 771 pracowników. W 2007 wykazało przychody na poziomie 10 miliardów i zyski rzędu 3 miliardów dolarów rocznie. W ciągu pierwszych czterech lat działalności sprzedaż została zwiększona z początkowych 200 tys. do 1,50 miliarda dolarów. Korporacja znana jest ze swobodnego klimatu pracy, nietypowych przywilejów dla pracowników oraz zasady biznesowej don’t be evil („nie czyń złego” / „nie bądź zły”). W rankingu magazynu Fortune spółka zajmuje obecnie czwarte miejsce wśród najlepszych pracodawców.
Główna siedziba spółki mieści się w Mountain View w hrabstwie Santa Clara (w stanie Kalifornia), na terenie wcześniej należącym do przedsiębiorstwa Silicon Graphics (SGI).

### Google w Polsce
Polski oddział Google został utworzony w 2005 roku.

## Produkty i usługi
Najbardziej znanymi usługami oferowanymi przez spółkę są internetowa wyszukiwarka Google oraz serwisy reklamowe AdWords oraz AdSense, które stanowią główne źródło dochodów spółki. Do innych zaliczają się między innymi popularna poczta Gmail, serwisy Google Maps i Google Earth. Sztandarowymi produktami na rynku oprogramowania są Google Chrome i Google Desktop. Od 2007 Google wraz z innymi przedsiębiorstwami z Open Handset Alliance jest zaangażowane w rozwój platformy Android. Spółka znana jest z tajemniczości dotyczącej planowanych w przyszłości usług, ale według deklaracji samych założycieli, dotyczą one nawet tak odległych zagadnień, jak sztuczna inteligencja na wielką skalę.
Spółka rozpoczęła produkcję własnego systemu operacyjnego o nazwie „Google Chrome Operating System”. Ma być szybszy, zużywać mniej zasobów komputera niż konkurenci, jego oparty na Linuksie kod ma być tworzony na zasadzie open source. Jak zapowiada Google, komputer z nowym systemem ma połączyć się z internetem zaledwie w kilka sekund.
20 czerwca 2014 Google uruchomiło w Polsce usługę płatnego wypożyczania oraz kupowania filmów w dystrybucji cyfrowej z możliwością dowolnego dostępu przy opcji zakupu lub miesięcznego dostępu przy wypożyczeniu. Od roku 2016 Google oferuje swój serwer czasu.

## Historia oraz pochodzenie słowa „Google”
Nazwa „Google” powstała jako zniekształcona forma słowa „googol”. Twórcą tego terminu był Milton Sirotta, a spopularyzował go amerykański matematyk i wuj Sirotty, Edward Kasner. „Googol” oznacza liczbę 10100 (w zapisie dziesiętnym jedynka i 100 zer).
Jesienią 1997 r. Brin i Page potrzebowali nowej nazwy dla wyszukiwarki BackRub. O pomoc poprosili Seana Andersona, kolegę z pokoju Page’a, który miał za zadanie wypisywać na tablicy wszystkie słowa jakie przyjdą mu do głowy. W końcu, 15 września 1997, podczas którejś sesji Sean zaproponował Googolplex, uzasadniając ten wybór w następujący sposób: „Staracie się opracować produkty, które pozwoliłyby ludziom na przeszukiwanie dużej ilości danych a googol to przecież ogromna liczba”. Larry, któremu spodobała się nazwa, sprawdził, czy domena jest wolna i jeszcze tego wieczora ją zarejestrował, nawet nieświadomy błędu, który popełnił wpisując „google”, a następnie nową nazwę wypisał na tablicy w pokoju. Rano Tamara Munzner dopisała „chyba miało być googol?”. Prawidłowa nazwa była już zarejestrowana od dwóch i pół roku.
Początkowo wyszukiwarka działała na serwerach amerykańskiego Uniwersytetu Stanforda, w domenie google.stanford.edu, do czasu rejestracji google.com 15 września 1997. Rejestracja przedsiębiorstwa nastąpiła rok później, 4 września 1998. Pierwszym w historii wsparciem finansowym udzielonym Google była kwota stu tysięcy dolarów, przekazana jeszcze przed faktycznym założeniem przedsiębiorstwa Google Inc. Ofiarodawcą był Andy Bechtolsheim, współzałożyciel Sun Microsystems i było to finansowanie na zasadzie anioła biznesu. Jedna z wersji pochodzenia nazwy google mówi, że to właśnie Bechtolsheim popełnił błąd, wpisując firmę na przekazywanym czeku opiewającym na sumę 100 tys. dolarów. 10 sierpnia 2015 dotychczasowy CEO Larry Page ogłosił powołanie nowej spółki Alphabet Inc. Od 3 października 2015, Google jest filią Alphabet, a Sundar Pichai jest CEO Google. Akcje GOOG i GOOGL są obecnie akcjami Alphabet.

## Żarty
Spółka znana jest z wielu humorystycznych akcentów zaszytych w oferowanych usługach, a także z często złożonych żartów primaaprilisowych, takich jak zapowiedzi wprowadzenia napoju Google Gulp! albo algorytmu PigeonRank, w którym wartość stron internetowych miałaby być obliczana przez gołębie z uwagi na ich rzekomą „umiejętność podejmowania natychmiastowych decyzji w przypadku skonfrontowania z trudnymi wyborami”.
Z okazji prima aprilis w 2013 zaprezentowano aplikację Nos Google, która po przyłożeniu nosa do monitora komputera lub wyświetlacza smartfonu miała emitować każdy wybrany zapach.

## Przejęcie portalu Panoramio
W lipcu 2007 roku koncern przejął portal Panoramio. Wedle obietnic i zobowiązań zdjęcia użytkowników Panoramio, których konta były powiązane z Google miały w momencie likwidacji portalu migrować do Google Photos. Faktycznie portal Panoramio przestał działać dnia 1 lutego 2018, natomiast pliki do tej pory (czerwiec 2018) nie zostały przeniesione do Google, bądź przeniesiono je w śladowych ilościach. Klienci Panoramio, którzy traktowali portal m.in. również jako zewnętrzny dysk dla swoich zdjęć, potracili niejednokrotnie wskutek niedopełnienia tegoż zobowiązania kilkanaście tysięcy i więcej swoich plików. Poznikały również wszystkie starsze zdjęcia z Google Maps, które wcześniej były automatycznie dodawane z portalu Panoramio.

## Kontrowersje
Niektóre z praktyk stosowanych przez spółkę Google stały się powodem kontrowersji, jak np. niejasny sposób pozyskiwania i przechowywania danych dot. indywidualnych użytkowników, czy zarzut wspierania cenzury w Internecie.
Innym częstym zarzutem pod adresem Google jest wieloznaczna polityka prywatności, która do niedawna nie podawała żadnych ograniczeń dotyczących tego, jak długo spółka przechowywać będzie zapytania użytkowników i stosowanie ciasteczek do powiązania ze sobą kolejnych wizyt danej osoby. W roku 2007 spółka zmodyfikowała nieco swoją politykę w tym względzie.
W 2007 roku Christian Institute oskarżyło Google o dyskryminację organizacji chrześcijańskich i zasad wolności światopoglądowej wyrażonej w brytyjskiej ustawie z 2006 roku z powodu odmowy zamieszczenia płatnych ogłoszeń do swoich internetowych stron pro-life. Reklamy miałyby pojawiać się po wpisaniu hasła „aborcja”. Spółka Google broniła się tym, że przyjęta przez nią polityka zabrania reklamowania i promowania stron, które łączą religię z takimi kwestiami jak właśnie aborcja. Przewód sądowy zakończył się we wrześniu 2008 r. ugodą i wycofaniem Google z zajmowanego stanowiska.
Google w Japonii za to musiał usunąć część automatycznych podpowiedzi, które – pojawiając się po nazwiskach niektórych osób – sugerowały, iż osoba, której nazwisko się wpisuje w wyszukiwarkę, miała mieć kryminalną przeszłość.
Google krytykowane było także za regulamin wprowadzony 1 marca 2012 roku:

Regulamin w sposób nazbyt ogólny definiuje zakres i rodzaj danych osobowych podlegających nowym zasadom. W efekcie większość użytkowników nie będzie w stanie zrozumieć jakie informacje, w jakich celach i w jaki sposób są gromadzone za pośrednictwem poszczególnych serwisów Google. Fakt, że Google informuje użytkowników w jaki sposób nie będzie wykorzystywał danych osobowych oraz przetworzonych informacji na temat działań wykonywanych przez nich w poszczególnych serwisach nie wystarcza do zapewnienia pełnego obrazu tak poważnych zmian – Isabelle Falque-Pierrotin, prezes CNIL

13 maja 2014 Europejski Trybunał Sprawiedliwości nakazał przedsiębiorstwu, aby to udostępniło obywatelom Unii Europejskiej możliwość usunięcia ze stron wyszukiwarki informacji na swój temat, co spotkało się z mieszanymi odczuciami ze strony opinii publicznej, gdyż z tej możliwości zadeklarował skorzystać człowiek skazany za posiadanie pornografii dziecięcej. Samo Google, celem prawidłowego rozstrzygania o słuszności napływających wniosków, powołało specjalny zespół doradców, który składa się z radców prawnych oraz filozofów. Wcześniej, przed wyrokiem, Google uważało, że podobne czynności mają znamiona cenzury.
W lipcu 2017 roku pracujący w Google inżynier James Damore opublikował w wewnętrznej sieci przedsiębiorstwa notatkę, w której podawał w wątpliwość celowość prowadzonych przez przedsiębiorstwo inicjatyw na rzecz różnorodności. W dokumencie Damore sugerował m.in., że mniejszy udział kobiet w przemyśle komputerowym niekoniecznie musi wynikać z seksizmu i dyskryminacji, lecz jest wynikiem naturalnych różnic między zainteresowaniami kobiet i mężczyzn. Twierdził także, że w przedsiębiorstwie panuje wrogość wobec osób wyrażających konserwatywne poglądy. 5 sierpnia zawartość notatki została opublikowana w Internecie przez serwis Motherboard po tym, jak szereg pracowników Google skrytykowało w serwisie Twitter zawartość dokumentu. 7 sierpnia Damore został zwolniony z przedsiębiorstwa. 8 stycznia 2018 roku Damore, wraz z innym zwolnionym pracownikiem Google, wystosował przeciw przedsiębiorstwu pozew zbiorowy, w którym oskarża je o dyskryminację. Według pozwu w Google miała panować kultura wrogości wobec białych mężczyzn oraz osób o konserwatywnych poglądach, a także atmosfera przyzwolenia na ich dyskryminowanie.
W 2024 roku Google został uznany monopolistą przez Departament Sprawiedliwości Stanów Zjednoczonych. Sprawa dotyczyła między innymi celowego pogarszania jakości wyszukiwarki przez np. wyłączenie autokorekty pisowni czy automatycznego uzupełniania wyników, celem wymuszenia większej liczby zapytań, które te z kolei przyniosłyby większe przychody z reklam Google'owi.
29 października 2024 roku Rosyjski Sąd Najwyższy nałożył na firmę karę w wysokości 2 sekstylionów rubli (ok. 80 kwintyliardów zł) związku z blokadą 17 kanałów rosyjskich mediów informacyjnych na platformie YouTube. Kwota ta jest ok. 10 kwadrylionów razy większa, aniżeli sama spółka jest warta oraz ok. 180 tryliardów razy większa, aniżeli wynosi PKB całego świata, które wynosi wg Międzynarodowego Funduszu Walutowego ok. 110 bilionów dolarów (ok. 440 bilionów zł).

## Działalność społeczna

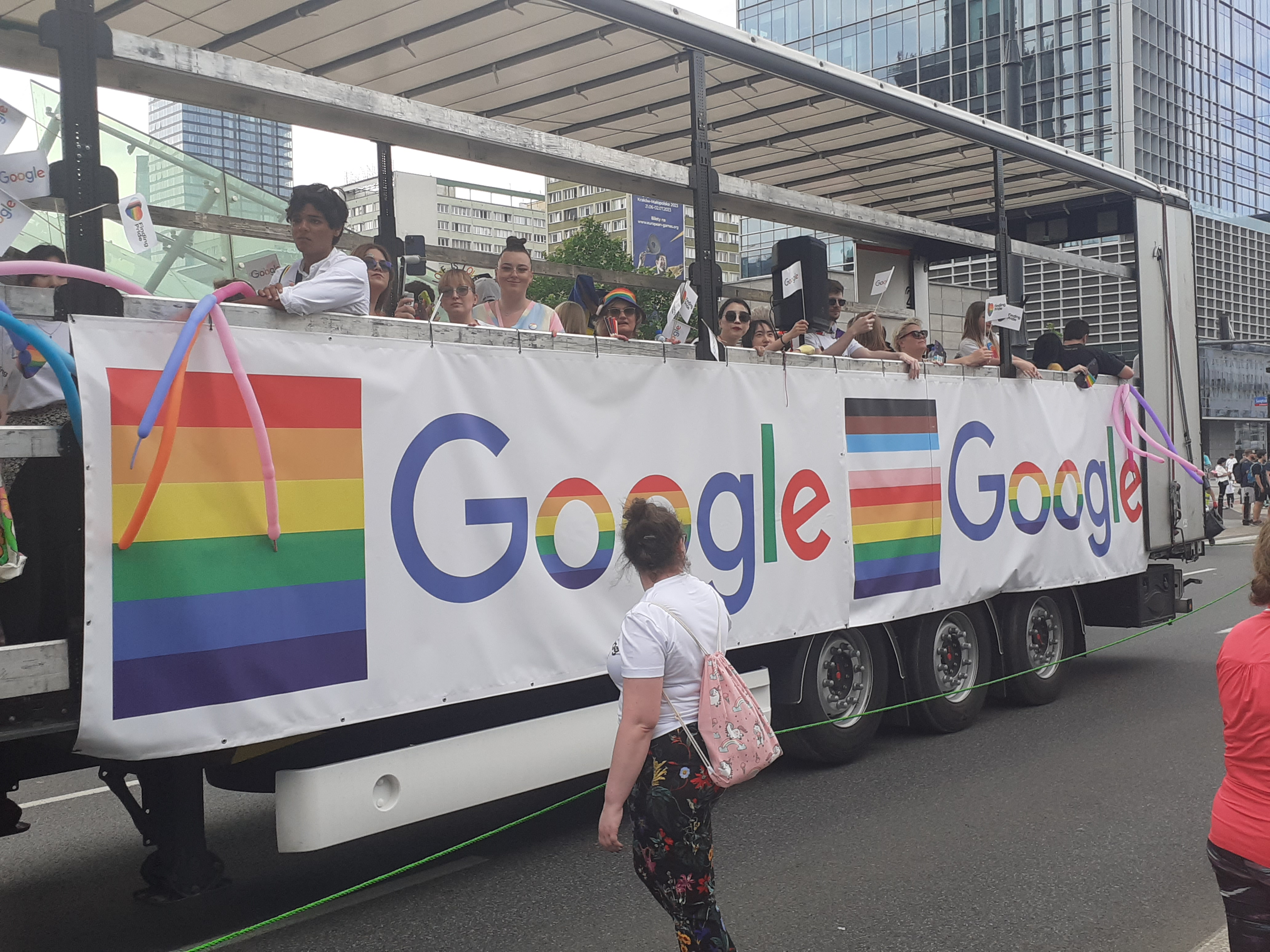
Google na Paradzie Równości w 2023

W 2010 Google przekazało Wikimedia Foundation grant w wysokości 2 mln dolarów.
W 2011 spółka rozpoczęła realizację globalnego programu wspierania przedsiębiorczości technologicznej pod nazwą „Google for Entrepreneurs” (od 2018 „Google for Startups”).
W 2015 Google zaprojektowało aplikację, dzięki której poszkodowani w wyniku trzęsienia ziemi w Nepalu mogli odnaleźć lub opublikować informacje o zaginionych.